# Henrik Vasbányai
Henrik Vasbányai (ur. 16 lipca 1991 roku w Budapeszcie) – węgierski kajakarz, uczestnik igrzysk olimpijskich w Rio de Janeiro (2016). Występuje zarówno w kategorii C-1, jak i w C-2.

## Życiorys

### Mistrzostwa
W Mistrzostwach Europy Juniorów w 2008 roku był czwarty na 500 metrów indywidualnie. Mistrzostwa świata juniorów w 2009 ukończył na ósmym miejscu na 1000 metrów. W tym samym roku był drugi na mistrzostwach Europy U23 na dwa tysiące metrów.
W 2014 roku zdobył mistrzostwo Europy na 1000 metrów. Na Igrzyskach Europejskich w 2015 na 1000 metrów zdobył czwarte miejsce. Na Mistrzostwach Europy 2016 zdobyli brązowy medal na 1000 metrów.

### Igrzyska olimpijskie
Wziął udział w wyścigu na 1000 metrów w kategorii C-1. W eliminacjach zajął 3. miejsce, przybywając do mety z czasem 4:01,953. Dało mu to awans do półfinału, w którym zajął 4. miejsce. Początkowo miał wystartować w finale B, jednak został z niego zdyskwalifikowany.
W wyścigu na 1000 metrów w kategorii C-2 wraz ze swoim partnerem, Robertem Mike, zajął 4. miejsce w końcowej klasyfikacji, uzyskując w finale czas 3:46,198.